# 멜라니 마르티네즈
멜라니 마르티네즈(Melanie Martinez, 1995년 4월 28일~)는 미국의 싱어송라이터이다. 2012년에 《더 보이스 3》에 출연해 주목을 받았고, 애틀랜틱 레코드와 계약했다. 2015년에 데뷔 정규 앨범 《Cry Baby》를 발매했고, 이는 《빌보드》 200 6위를 기록했다. 2019년에 2번째 정규 앨범 《K-12》를 발매했고, 이는 《빌보드》 200 3위를 기록했다. 2023년에 3번째 정규 앨범 《Portals》를 발매했고, 이는 《빌보드》 200 2위를 기록했다.

## 생애
멜라니 아델 마르티네즈는 1995년 4월 28일에 뉴욕 애스토리아에서 태어났다. 푸에르토리코와 도미니카 공화국 혈통이다. 4살 때 볼드윈으로 이사 갔다.

## 경력
마르티네즈는 2014년에 애틀랜틱 레코드와 계약한 후 데뷔 EP 《Dollhouse》를 발매했다. 이후 2015년에는 데뷔 정규 앨범 《Cry Baby》를 발매했고 《빌보드》 200에서 6위를 기록한다. 약 4년 뒤인 2019년에 2번째 정규 앨범이자 사운드트랙 앨범인 《K-12》와 동명의 영화를 발표했고, 이는 《빌보드》 200 3위를 기록했다. 2020년에 EP 《After School》을 발매했다. 2021년에는 《포브스》 30 언더 30 목록에 등재되기도 했다.
2023년에 3번째 정규 앨범 《Portals》를 발매했고, 《빌보드》 200 2위를 기록했다. 이는 마르티네즈의 신기록이기도 하다.

## 예술성
마르티네즈는 얼터너티브 팝과 아트 팝 장르의 음악을 한다.

## 논란
티모시 헬러는 2017년 12월 4일에 트위터를 통해 마르티네즈가 자신을 성폭행했다고 주장했다. 마르티네즈는 다음날에 헬러의 주장이 자신을 "두렵고 슬프게" 했고, 그녀가 "자신들이 함께 하기로 결정한 것에 대해 거부한 적이 없다"고 밝혔다.

## 음반 목록
- 《Cry Baby》 (2015)
- 《K-12》 (2019)
- 《Portals》 (2023)

## 투어
- 돌하우스 투어 (2014-2015)[3]
- 크라이 베이비 투어 (2015-2017)[10]
- K-12 투어 (2019-2020)[11]
- 포탈 투어 (2023)[12]

## 수상 및 후보
| 시상식                               | 연도 | 부문               | 후보          | 결과 | 각주   |
| ------------------------------------ | ---- | ------------------ | ------------- | ---- | ------ |
| 얼터너티브 프레스 뮤직 어워드        | 2017 | 가장 헌신적인 팬덤 | 본인          | 후보 | [ 13 ] |
| 빌보드 뮤직 어워드                   | 2020 | 탑 사운드트랙      | 《K-12》      | 후보 | [ 14 ] |
| 니켈로디언 멕시코 키즈 초이스 어워드 | 2020 | 올해의 챌린지      | 〈Play Date〉 | 후보 | [ 15 ] |